# گوجان
گوجان (Gujan) یکی از شهرهای شهرستان فارسان در استان چهارمحال و بختیاری است.این شهر  در ۳۶ کیلومتری مرکز استان چهارمحال و بختیاری، شهر شهرکرد، و نزدیک به شهر فارسان است. 

## نامگذاری
در مورد علت نامگذاری شهر گوجان راویت شده است که در گذشته گوجان به شهر پهلوانان معروف بوده‌است، و « گیْوْ »یکی از پهلوانان شاهنامه است به همین دلیل« گیْوْجان » نامگذاری شده بود؛ سپس در گذر زمان دستخوش تغییر قرار گرفته است.
همچنین به روایت بعضی از اهالی و طبق کتب قدیمی به جا مانده؛ نام « د‌ژگان » نیز معتبر است.
آثاری همچون آرامستان مربوط به دوره صفویه تا قاجاریه که در شهر وجود دارد و جزء آثار ملی به ثبت رسیده ایران می‌باشد قدمت گوجان را نشان می‌دهد.

## جغرافیا

### موقعیت جغرافیایی
شهر گوجان در طول جغرافیایی ۵۰ درجه و ۳۲ دقیقه و ۴۴/۴۶ ثانیه شرقی و عرض ۳۲ درجه و ۱۴دقیقه و۳۴/۴۳ ثانیه شمالی و در ارتفاع ۲۰۴۰ متر از سطح دریا واقع گردیده‌است.
این شهر در فاصله ۳۶ کیلومتری از مرکز استان چهارمحال و بختیاری و شهر شهرکرد، متصل به شهر فارسان،  در فاصله ۱۰ کیلومتری شهر فیل آباد، ۱۳ کیلومتری شهر باباحیدر و در موقعیت دشتی قرار گرفته‌است و دارای چشمه‌های گوناگونی می‌باشد.

### آب و هوا
گوجان دارای اقلیم مرطوب و معتدل با تابستان‌های معتدل و زمستان‌های بسیار سرد است. میانگین سالانه دمای هوا در گوجان ۱۱/۵ درجه سانتیگراد می‌باشد.

## مردم‌شناسی

### جمعیت
بر اساس آمار سال ۱۳۹۵، جمعیت گوجان برابر با ۹٬۱۷۹ نفر بوده‌است.

### زبان
مردم شهر گوجان به زبانن فارسی چهارمحالی قدیم سخن می‌گویند که در آن واژهای پهلوی میانه (پارسی میانه یا زبان پارسیگ) و اوستایی فراوانی وجود دارد.

### قدمت
در این شهر آرامستانی به قدمت بیش از ۷۰۰ سال وجود دارد و جزء آثار ملی ایران به ثبت رسیده‌است. آرامستان گوجان، بعد از آرامستان‌های شهر هفشجان و نقنه، یکی از قدیمی‌ترین آرامستان‌های استان است.
بنا بر نظر عده ای از زمین شناسان و مشاهده بقایای باقی مانده، گوجان دارای آتشکده وقدم گاه باستانی بوده است و اکثر اهالی پیرو آيين زرتشت(زردشت) بوده اند، به طور تقریبی گوجان (دژگان) بیش از ۲۰۰۰ سال قدمت دارد  همچنین وجود بقایای قبور گبری که حتی داری سنگ قبر نیستند و با سنگ چین و یا ۹ سنگ بزرگ هستند، که قدمتی ۲۰۰۰ ساله دارند.

## گردشگری
شهر گوجان سرچشمه رودخانه یتیم و در دامنه کوه سالدران طبیعتی شگرف را داراست.
این شهر دارای مکان تفریحی از جمله:
- - چشمه دره گوجان در قسمت غربی شهر که دارای چشمه چهار فصل و درختان و پوشش گیاهی دلپذیر است که همه روزه خصوصاً روزهای تعطیل میزبان عده زیادی از مردم شهر می‌باشد.
- کوه‌های بسیار زیاد در قسمت غرب گوجان دارای حیوانات درنده نیز می‌باشند، کوه‌هایی از جمله پازن پیر و کندکوه و…
- دشت‌ها و صحراهای بسیار زیبا و آب و هوایی دلپذیر در قسمت شمالی شهر به نام‌های زنبر و گچ و…
- مسجد گوجان: با نام مسجد جامع بنا شده در دوران قاجاریه که جز آثار ملی به ثبت رسیده‌است.
- پشچغا در بیرون شهر از طرف غرب مکانی سبز و در گذرگاه رو خانه یتیم قرار دارد.[۱۰]
- زیارتگاه آقا سید عیسی (غاری است که قدمتی دیرینه دارد و طبق اعتقادات مردم محلی به این نام شناخته میشود که منتسب به نوادگان امام موسی کاظم میباشد. این مکان در شمالی‌ترین قسمت شهر و در مسیر روستای بیدکل قرار دارد. در فصل بهار یکی از مکان‌های تفریحی و گردشگری است. بر اساس اطلاعات موجود همچنان هیچ غار نوردی به انتهای ان نرسیده‌است.[۱۱]
- حمام تاریخی گوجان: گوجان همچنین دارای یک حمام تاریخی قدیمی که متعلق به زمان حکومت قاجاریه می‌باشد.
- مقبره امامزاده سید ابراهیم گوجان و تپه نور الشهدا نیز در این شهر قرار دارد.[۱۲]

## ترابری
- گوجان مسیر گذرگاه به روستاهای بیدکل، ده چشمه و تفریحگاه پیرغار است.
- همچنین در کوه سالداران، تونلی در حال ساخت است که گوجان را به شهرستان اردل و شهر دشتک متصل می‌کند و مسیر تردد از استان چهار محال و بختیاری به استان خوزستان را  کوتاه‌تر و سریع تر  می‌کند.[۱۳]

## نگارخانه

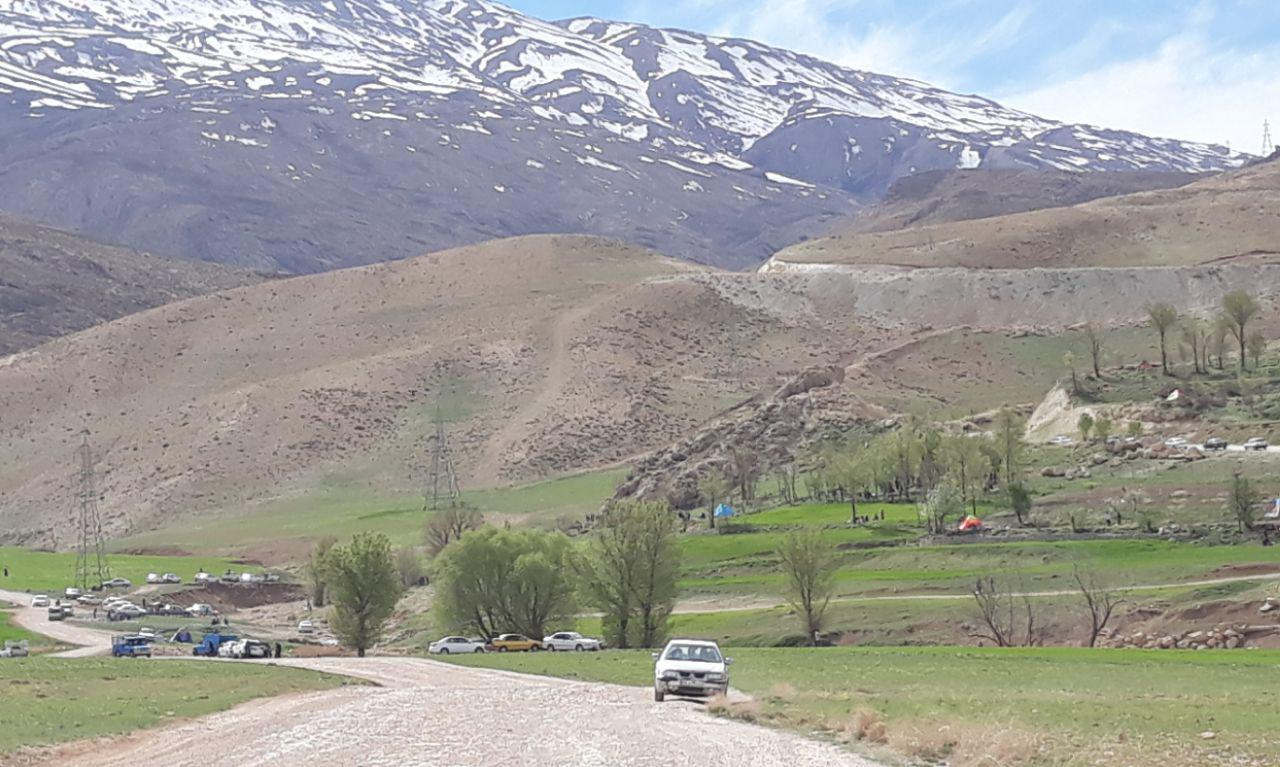
چشمه دره گوجان
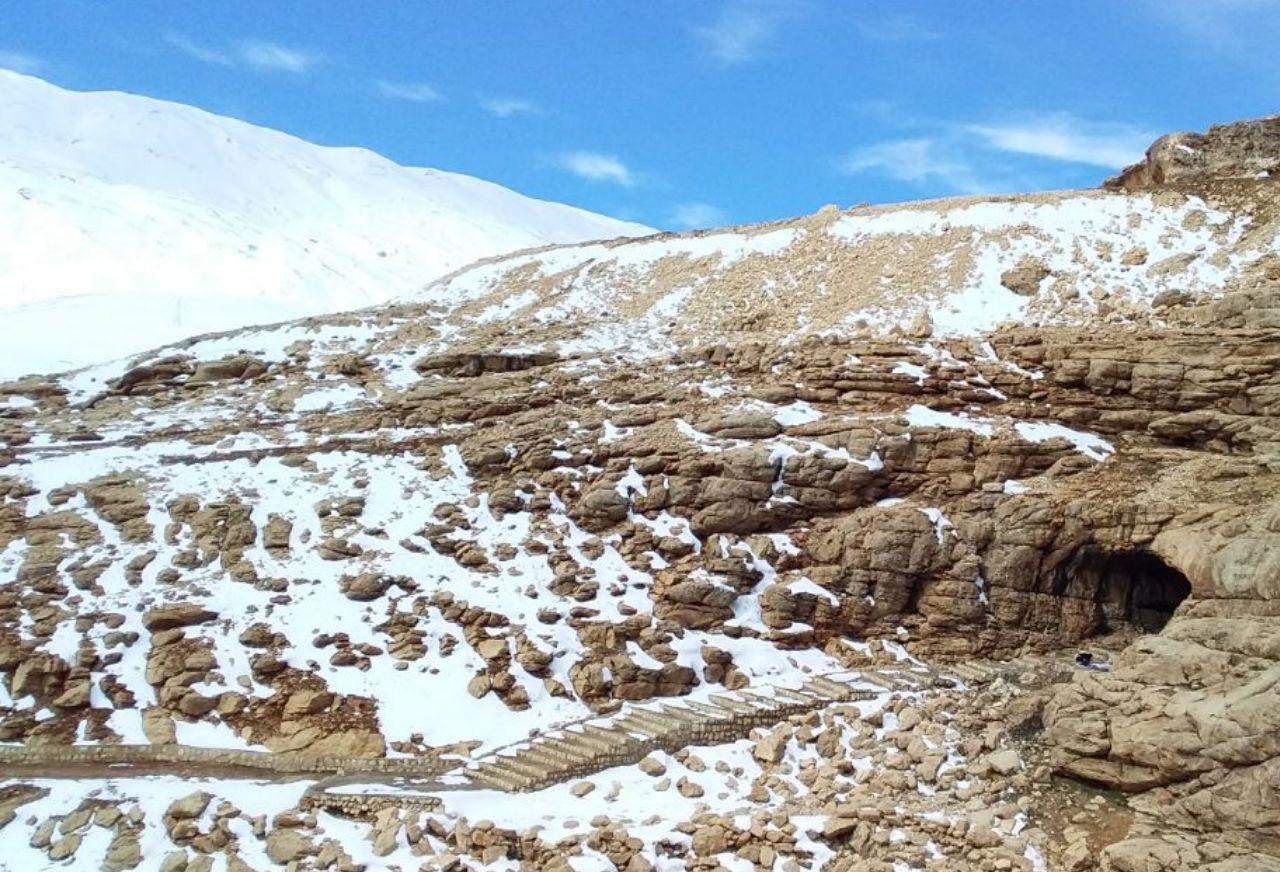
غار آقا سید عیسی
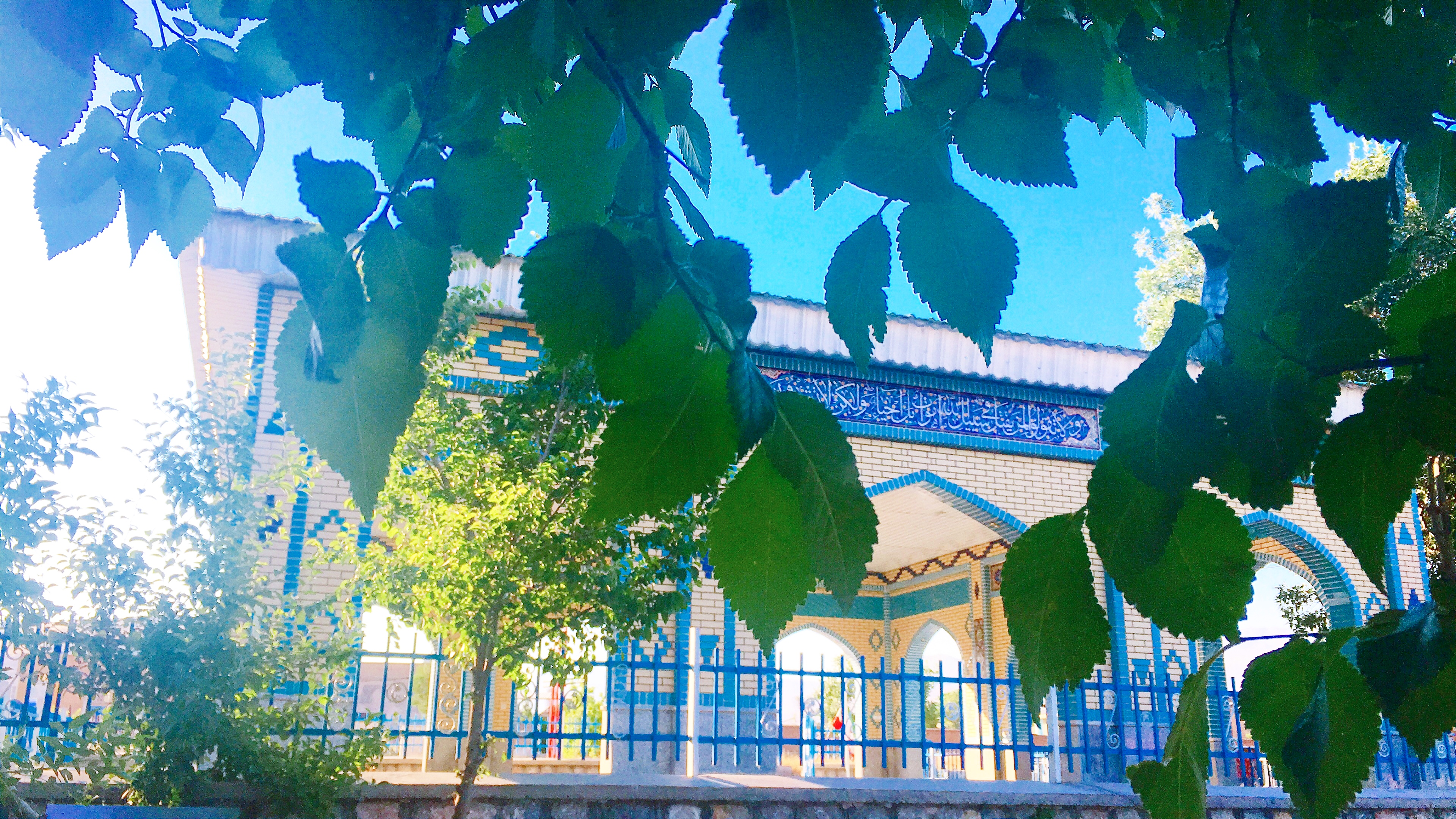
گلزار شهدای گوجان
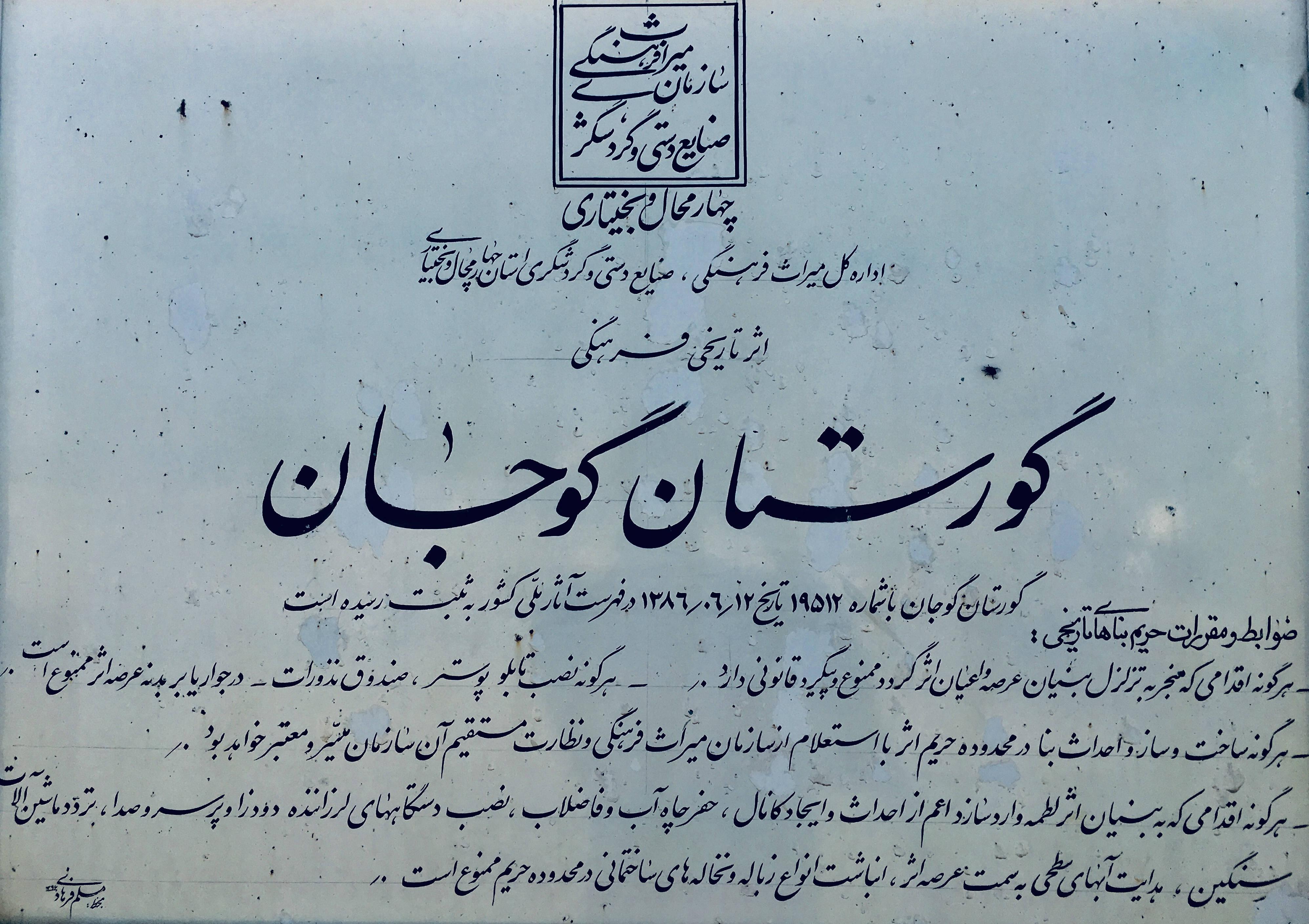
سند ثبت آرامستان ۷۰۰ساله گوجان
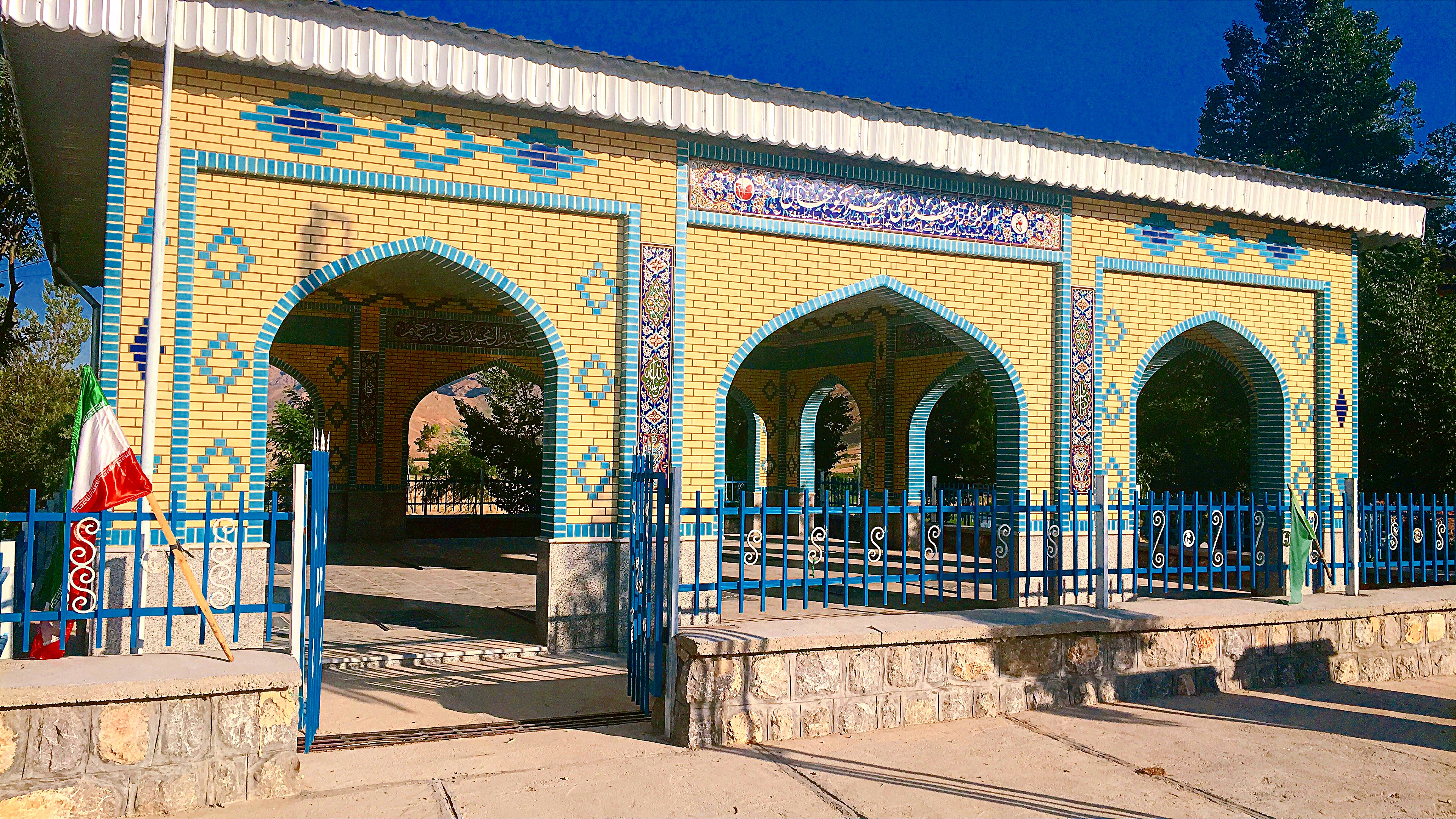
گلزار شهدای گوجان
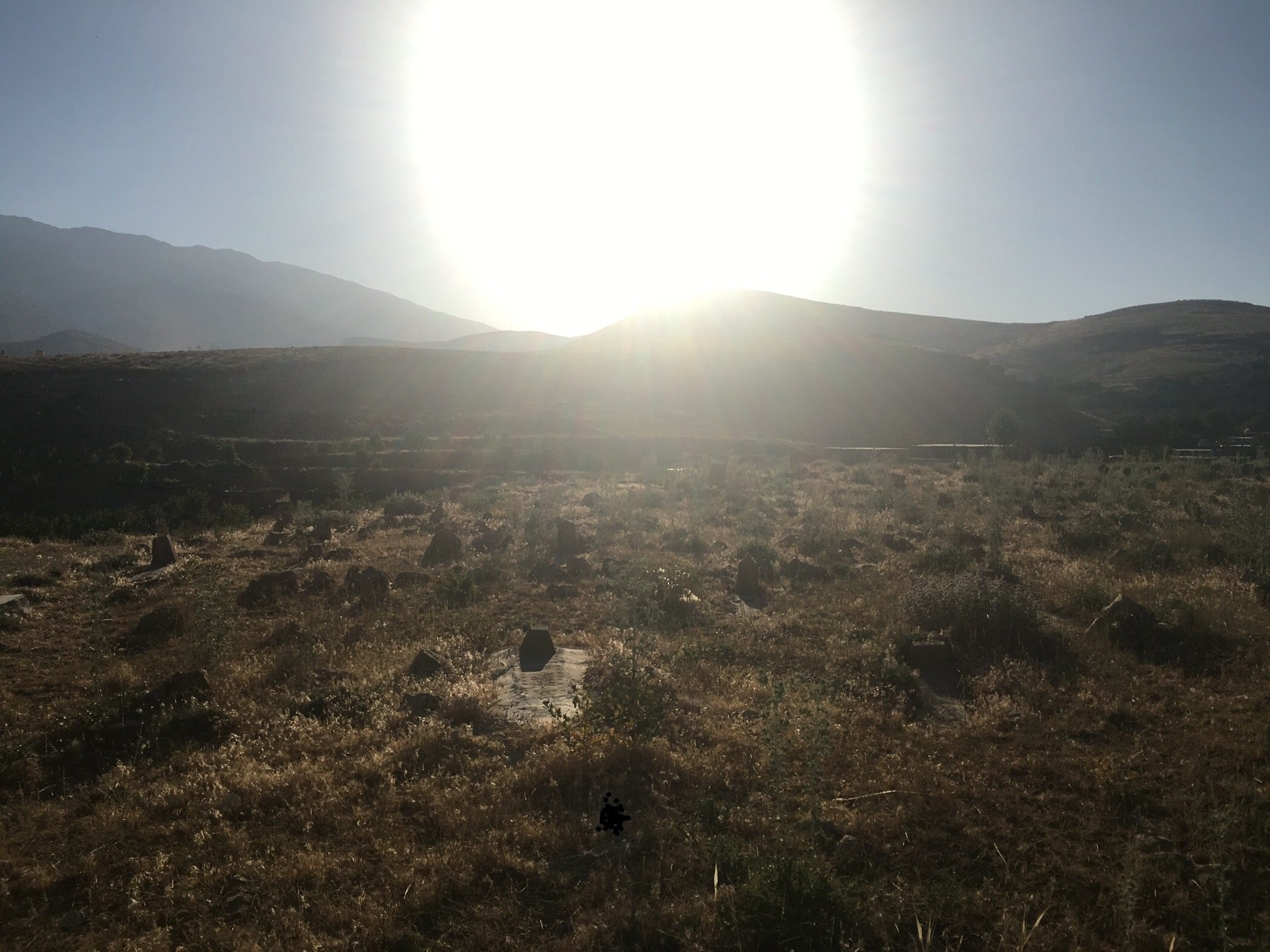
عکس آرامستان تاریخی گوجان